# Maurice Gillet
Pour l’article homonyme, voir Gillet.
Maurice Gillet, né le 21 août 1914 à Móng Cái au Tonkin dans l'actuel Vietnam, tué le 1er septembre 1944 au camp de concentration de Natzweiler-Struthof dans le Bas-Rhin, est un résistant français du réseau Alliance, responsable du secteur de Brest.

## Biographie
Maurice Gillet naît le 21 août 1914 à Móng Cái au Tonkin français, dans l'actuel Vietnam. Il est le fils d'un capitaine d'infanterie coloniale, Léon Gillet, alors affecté en Cochinchine, et de Alix Simotte,.
Il passe le début de son enfance à Pékin, puis revient en France avec ses parents en 1923, pour s'installer à Brest. Après son baccalauréat, il obtient une capacité en droit à l'université d'Aix-en-Provence,.
Gillet devient courtier maritime pour la région de Brest. Pendant l'Occupation allemande, ses activités professionnelles lui servent de couverture, lui permettent de circuler dans l'arsenal de Brest comme dans la région et facilitent sa participation à la Résistance,, sous le pseudonyme de Licorne. Il communique au sein du réseau Alliance les renseignements qu'il recueille, et devient le responsable du sous-secteur de Brest pour ce réseau.
En parallèle à son activité de renseignement, Gillet participe au sauvetage et à l'exfiltration de nombreux aviateurs alliés, ce qui lui vaudra de recevoir à titre posthume la médaille de la Liberté,.
Un de ses agents est arrêté avec son carnet d'adresses, ce qui entraîne la chute de son réseau. Lui-même est arrêté avec son épouse le 27 septembre 1943. Il est déporté « Nuit et brouillard » en mai 1944 à Schirmeck dans le Bas-Rhin, où il est interné. L'avance alliée entraîne son transfert et celui des membres de son réseau, dont son père le colonel Léon Gillet, vers le camp de concentration de Natzweiler-Struthof, où ils sont tous tués le 1er septembre 1944.

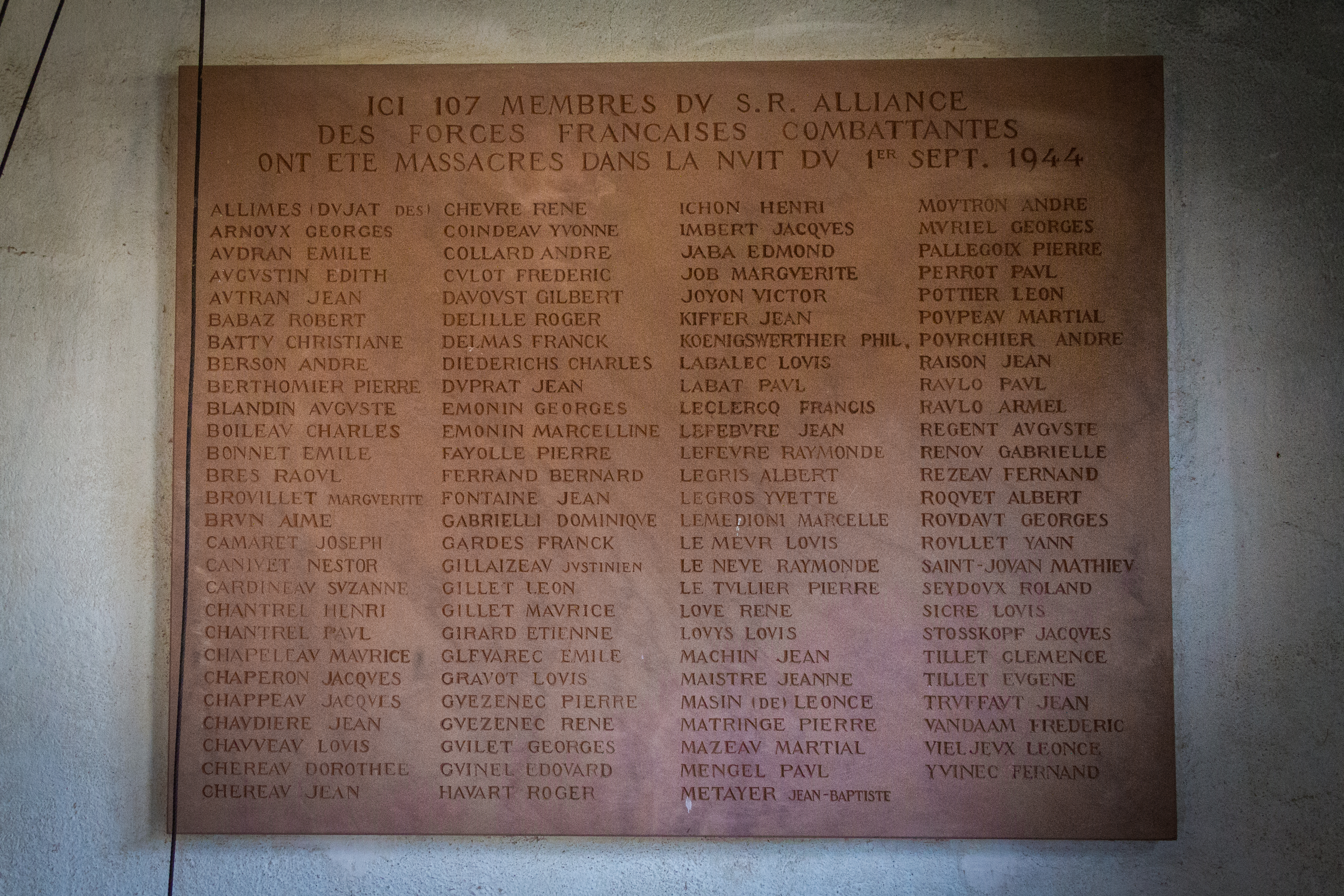
Plaque à la mémoire des membres du réseau Alliance, au camp de concentration de Natzweiler-Struthof.

## Distinctions et hommages

### Décorations
Gillet reçoit à titre posthume les décorations suivantes :
- Chevalier de la Légion d'honneur, 14 janvier 1948 ;
- Croix de guerre 1939–1945, palme de bronze, 1948 ;
- Médaille de la Résistance française avec rosette, 3 août 1946[4] ;
- Médaille de la déportation pour faits de Résistance, 1955 ;
- Médaille de la Liberté (États-Unis), 1947.
- Certificat de service britannique, 1946.

### Autres hommages
- Une place porte son nom à Brest[3].
- Il est reconnu « mort en déportation », par arrêté du 6 juillet 1993[1].
- Son nom est inscrit sur le monument aux morts de Plancher-les-Mines dans la Haute-Saône, ainsi que sur la stèle commémorative du réseau Alliance, au camp de concentration de Natzweiler-Struthof, dans le Bas-Rhin[1].